# 佩德羅·德·阿爾坎塔拉
佩德羅·德·阿爾坎塔拉（1875年10月15日—1940年1月29日），格朗-帕拉親王，巴西末代皇帝佩德羅二世的外孫。
佩德羅的父親是法國末代國王路易-菲利普一世的孫子、歐爾伯爵加斯頓王子，母親是佩德羅二世的長女、巴西皇儲伊莎貝爾。1889年巴西帝國被推翻，佩德羅二世退位，佩德羅與家人流亡法國。

## 家庭
1908年，佩德羅與波希米亞貴族伊莉莎白·多布倫斯卡結婚。由於這段婚姻屬於貴庶通婚，佩德羅宣布放棄巴西皇位的繼承權。兩人共有2子3女：
1. 伊莎貝爾（英语：Isabelle, Countess of Paris）（1911年—2003年），法國王位覬覦者亨利（六世）的妻子
2. 佩德羅·加斯東（1913年—2007年），巴西皇位宣稱者
3. 瑪麗亞·法蘭西絲卡（英语：Maria Francisca of Orléans-Braganza, Duchess of Braganza）（1914年—1968年），葡萄牙王位繼承人杜阿爾特·努諾的妻子
4. 若昂·馬利亞（英语：Prince João Maria of Orléans-Braganza）（1916年—2005年）
5. 特蕾莎（1919年—2011年）